# Isometrus thurstoni
Espèce
Isometrus thurstoni est une espèce de scorpions de la famille des Buthidae.

## Distribution
Cette espèce est endémique du Tamil Nadu en Inde,. Elle se rencontre dans le district de Salem.

## Description
Les mâles mesurent de 35,7 à 45,9 mm et les femelles de 39,8 à 53,8 mm.

## Systématique et taxinomie
Cette espèce a été décrite par Pocock en 1893.

## Étymologie
Cette espèce est nommée en l'honneur d'Edgar Thurston.

## Publication originale
- Pocock, 1893 : « Report upon a small collection of scorpions sent to the British Museum by Mr. Edgar Thurston, of the Government Central Museum, Madras. » Journal of the Bombay Branch of the Royal Asiatic Society, vol. 7, no 3, p. 297–312.